# Andrey Amador
Andrey Amador Bikkazakova (San José, 29 agosto 1986) è un ex ciclista su strada costaricano è stato professionista dal 2009 al 2024 e in carriera ha conquistato una tappa al Giro d'Italia.

## Carriera
Nato in Costa Rica da padre del luogo e madre russa, Amador cominciò a praticare ciclismo nella categoria juniores nel suo paese, cogliendo buoni risultati nelle corse della categoria. Nel 2006 fu secondo nella prova a cronometro per Under-23 dei campionati nazionali e nella seconda parte della stagione si trasferì in Europa per correre con la squadra spagnola Viña Magna-Cropu. Non vi rimase a lungo, ritornando tra i dilettanti già nella stagione successiva. Rimase tuttavia in Europa, correndo in competizioni minori, ottenendo alcuni piazzamenti ed una vittoria di tappa nella Vuelta Ciclista a Navarra.
Nel 2008 partecipò con una selezione mista patrocinata dalla UCI al Tour de l'Avenir, importante corsa a tappe per Under-23, vincendo la prima tappa a cronometro ed indossando quindi la prima maglia da leader della classifica generale. Concluse la corsa al quinto posto. La formazione ProTour spagnola Caisse d'Epargne gli fece quindi firmare un contratto biennale, rendendolo il primo corridore del suo paese a correre in una formazione del massimo livello professionistico.
Dopo un primo anno incolore, nel 2010 fece il suo esordio in un Grande Giro prendendo parte al Giro d'Italia classificandosi quarantunesimo al termine della corsa. Alla fine dell'anno, mentre si allenava in Costa Rica, fu vittima di un'aggressione da parte di malviventi e per le contusioni riportate dovette saltare la prima parte della stagione 2011, mentre una frattura alla clavicola sinistra gli impedì di partecipare al Giro per il quale era stato selezionato. Dopo due quarti posti nel Gran Premio de Llodio e nella Vuelta a La Rioja, esordì al Tour de France.
Già sicuro di prendere parte alle Olimpiadi estive in qualità di unico rappresentante del suo paese nel ciclismo su strada, nel 2012 gareggiò al Giro d'Italia; in questa corsa centrò la prima vittoria tra i professionisti, nella quattordicesima tappa a Cervinia, battendo Jan Bárta ed Alessandro De Marchi allo sprint dopo una lunga fuga.
Al Giro d'Italia 2015 si dimostra essere un corridore idoneo alle corse a tappe, chiudendo infatti la competizione al 4º posto.
Al Giro d'Italia 2016 parte come alternativa per la classifica ad Alejandro Valverde; nella prima parte di gara mostra una condizione fisica brillante tanto che al termine della tredicesima tappa riesce, primo costaricano della storia, ad indossare la maglia rosa. La perderà il giorno dopo nell'impegnativa tappa che si conclude a Corvara. Chiude il Giro in ottava posizione.

## Palmarès
- 2006 (Viña Magna-Cropu, una vittoria)

5ª tappa Vuelta a Chiriquí (David > David)
- 2007 (Lizarte, quattro vittorie)

5ª tappa Vuelta Ciclista a Navarra (Lesaka > El Perdon)
1ª tappa Vuelta al Goierri (Urretxu > Zumarraga)
3ª tappa Vuelta al Goierri (Urretxu > Urretxu)
Classifica generale Semana Aragonesa
- 2008 (Lizarte, cinque vittorie)

Bayonne-Pamplona
Classifica generale Bidasoa Itzulia
4ª tappa Bizkaiko Bira
2ª tappa Vuelta a Palencia (Santibañez > Aguilar de Campoo)
Prologo Tour de l'Avenir (Châlette-sur-Loing)
- 2012 (Movistar, una vittoria)

14ª tappa Giro d'Italia (Cherasco > Cervinia)
- 2018 (Movistar, una vittoria)

Klasika Primavera

### Altri successi
- 2004 (Juniores)

5ª tappa Vuelta Ciclista a Costa Rica (Playas del Coco, cronosquadre)
- 2014 (Movistar Team)

1ª tappa Vuelta a España (Jerez de la Frontera > Jerez de la Frontera, cronosquadre)

## Piazzamenti

### Grandi Giri
- Giro d'Italia

2010: 41º
2012: 29º
2014: 110º
2015: 4º
2016: 8º
2017: 18º
2019: 39º
- Tour de France

2011: 166º
2013: 54º
2017: 87º
2018: 50º
2019: 55º
2020: 77º
2023: 110º
- Vuelta a España

2014: 30º
2015: 40º
2018: 93º
2020: 52º

### Classiche monumento
- Milano-Sanremo

2011: 135º
2012: 57º
2013: ritirato
2014: ritirato
2016: 46º
2024: 148º
- Giro delle Fiandre

2011: 98º
2012: 44º
2013: 59º
2014: 33º
2016: 64º
- Parigi-Roubaix

2011: ritirato
2012: 40º
- Liegi-Bastogne-Liegi

2013: ritirato
2018: 107º
2019: 71º
2023: 98º
- Giro di Lombardia

2013: ritirato
2015: ritirato

### Competizioni mondiali
- Campionati del mondo

Varese 2008 - Cronometro Under-23: 25º
Varese 2008 - In linea Under-23: 49º
Mendrisio 2009 - In linea Elite: ritirato
Limburgo 2012 - Cronosquadre: 6º
Limburgo 2012 - In linea Elite: 121º
Toscana 2013 - Cronosquadre: 10º
Toscana 2013 - In linea Elite: ritirato
Ponferrada 2014 - Cronosquadre: 6º
Ponferrada 2014 - In linea Elite: 85º
Richmond 2015 - Cronosquadre: 3º
Richmond 2015 - In linea Elite: 25º
Doha 2016 - Cronosquadre: 6º
Bergen 2017 - Cronosquadre: 6º
Bergen 2017 - In linea Elite: ritirato
Innsbruck 2018 - Cronosquadre: 6º
Yorkshire 2019 - In linea Elite: 39º
- Giochi olimpici

Londra 2012 - In linea: 35º
Rio de Janeiro 2016 - In linea: 54º
Tokyo 2020 - In linea: 68º